# Fallopia cristata
Fallopia cristata là một loài thực vật có hoa trong họ Rau răm. Loài này được (Engelm. ex A.Gray) Holub mô tả khoa học đầu tiên năm 1971.